# TUBA (forening)
TUBA (Terapi og rådgivning for Unge, som er Børn af forældre med Alkohol- og stofmisbrugere) er en selvejende organisation under Blå Kors Danmark, som tilbyder gratis hjælp til børn og unge mellem 14 og 35 år, hvis forældre er alkohol- eller stofmisbrugere.
Hjælpen sker i form af rådgivning og terapi ved faguddannede psykoterapeuter og psykologer i en af TUBAs afdelinger landet over. Hjælpen kan også finde sted via internettet gennem chat, brevkasse og debatforum. I løbet af 2020 omlagde TUBA meget behandling til online-terapi grundet covid-19 og kan på den måde fortsat behandle unge, der har brug for hjælp, trods den periodiske nedlukning af samfundet.
Hjælpen er gratis for unge op til 35 år, derefter er der en mindre egenbetaling.
TUBA finansieres af satspuljemidler, kommuner, fonde og donationer. TUBA består af ca. 70 psykoterapeuter og psykologer samt 147 frivillige, fire regionsledere, en faglig leder og landsleder Henrik Appel.

TUBAs formål er at skabe et sted, hvor unge, der er vokset op i misbrugsramte familier, kommer i centrum. I TUBA tages der hånd om denne gruppe, i modsætning til størstedelen af andre misbrugs-relaterede organisationer, hvis primære fokus er behandling af misbrugere. I disse organisationer kommer behandlingen af de unge i anden række, fordi det vigtigste formål i behandlingen er, at misbrugeren skal holde op med at drikke. I TUBA behandles misbrugernes børn for de senfølger de lider af som resultat af forældrenes manglende omsorgs-egenskaber på baggrund af deres misbrug. Unge, der er vokset op i hjem med alkohol- og stofproblemer kan opleve svære senfølger, der begrænser deres livskvalitet markant såsom: PTSD, angst, depression og kan være selvmordstruede. De er ofte vokset op med deres forældres adfærd, der kan have været voldelig og krænkende.

## Organisation
TUBA består af 33 lokalafdelinger:
- Region Hovedstaden: Bornholm, Frederiksberg, Helsingør, Hillerød, Hvidovre, København, Lyngby-Taarbæk
- Region Sjælland: Holbæk, Kalundborg, Næstved, Ringsted, Slagelse, Stevns, Vordingborg, Odsherred.
- Region Nord: Aalborg, Frederikshavn, Hjørring, Mariagerfjord, Viborg
- Region Midt: Aarhus, Favrskov, Holstebro, Ringkøbing-Skjern
- Region Syd: Aabenraa, Fredericia, Kolding, Haderslev, Odense, Svendborg, Sønderborg, Ærø

## Historie
TUBA blev stiftet i 1997 af psykoterapeut Alex Kastrup Nielsen, som var ansat i TUBA som faglig chef frem til 2020. TUBA startede med en enkelt afdeling som et tidsbegrænset projekt med Alex Kastrup Nielsen som eneste ansatte, men blev ført videre som selvejende organisation under Blå Kors, da der viste sig at være stor efterspørgsel for et tilbud til målgruppen. 
Fem år efter stiftelsen, i 2002, åbnede TUBA to nye afdelinger i henholdsvis Hirtshals og Aarhus. I 2007 var TUBA vokset til syv afdelinger og kunne hjælpe cirka 600 unge. I 2012 fik TUBA ny landsleder, Henrik Appel, der er uddannet socialrådgiver og er tidligere souschef i Blå kors pensionat for hjemløse. Henrik Appel er desuden direktør for Danish Justice Foundation og har medvirket i den tidlige opstart af Mændenes Hjem på Vesterbro. Efter Henrik Appel er kommet til har TUBA udvidet markant og i 2019 åbnede afdeling nummer 33 i Ringkøbing/Skjern kommune. I 2020 havde TUBA rekordmæssigt 3969 unge i behandling og havde 2286 henvendelser fra unge, der søgte hjælp. Tallet for henvendelser forventes fortsat at stige, da efterspørgslen er stor.
TUBA har de senere år fokuseret mere på at få de unges historier bredere ud, blandt andet ved hjælp af egne kulturprodukter i form af de to kortfilm Ida (2019) og Natsværmer(2020) instrueret af henholdsvis Paminder Singh og Anders Walter efter idé af Henrik Appel. I 2020 åbnede TUBA sin egen forfatterskole, der i samarbejde med Gyldendal, giver TUBAs unge værktøjer til at omsætte deres hårde historier til litteratur. Årgang 2021 startede i januar.
TUBA har de seneste år afholdt en konferrence for fagpersoner og har generelt fokus på den faglige udvikling i feltet. I 2020 overtog psykolog og ph.d Helle Lindgaard rollen som faglig leder i TUBA.
TUBA har modtaget en række priser gennem årene, blandt andet Lillebrorprisen i 2004 og Kronprinsparrets Sociale Pris i 2014.

## Links
- Tuba.dk
- https://tuba.dk/natsvaermer/